# Junior Coghlan
Frank Coghlan Jr., noto anche come Junior Coghlan (New Haven, 15 marzo 1916 – Santa Clarita, 7 settembre 2009), è stato un attore statunitense. Con una lunga carriera al cinema e alla televisione, è ricordato soprattutto per i suoi ruoli di attore bambino. 

## Biografia
Frank Edward Coghlan Jr. nasce a New Haven nel 1916. Figlio di padre medico e madre attrice, inizia la sua carriera di attore all'età di 3 anni, da tutti conosciuto con il nome di Junior Coghlan. John Holmstrom lo descrive come "l'attore bambino più simpatico del cinema muto". Gli vengono offerte importanti parti di protagonista in The Yankee Clipper (1927) e Let 'er Go, Gallegher (1928). Una delle sue migliori interpretazioni è nel film Square Shoulders (1929), nel ruolo di un ragazzo che idolatra il padre assente, senza sapere che in realtà egli è un derelitto e un ladro. 
Coghlan continua la sua carriera da giovane attore di grande personalità anche dopo l'introduzione del sonoro, sia pure in ruoli di supporto. Nel 1941 balza di nuovo alla ribalta nel ruolo principale di Billy Batson nel serial del 1941 Le avventure di Captain Marvel. Il serial sarebbe diventato uno dei più popolari di tutti i tempi. 
Durante la seconda guerra mondiale Coghlan si unì alla Marina degli Stati Uniti come Aviatore navale e rimase con la Marina per i successivi 23 anni. Dopo essersi congedato nel 1965, torna alla recitazione, apparendo in dozzine di film, programmi televisivi e pubblicità, pur non raggiungendo la fama ottenuta da attore bambino. Nel 1992 pubblica una sua autobiografia.
Muore in California nel 2009 all'età di 93 anni.

## Riconoscimenti
- Young Hollywood Hall of Fame (1920's)

## Autobiografia
- Junior Coghlan, They Still Call Me Junior (McFarland & Co Inc Pub, 1992)

## Filmografia parziale
- Daredevil Jack, regia di W. S. Van Dyke (1920)
- Mid-Channel, regia di Harry Garson (1920)
- To Please One Woman, regia di Lois Weber (1920)
- The Poverty of Riches, regia di Reginald Barker (1921)
- Bobbed Hair, regia di Thomas N. Heffron (1922)
- Kid Love, regia di Jack Dawn (1922)
- Bow Wow, regia di Fred Jackman (1922)
- Rookies, regia di Alfred J. Goulding (1922)
- Garrison's Finish, regia di Arthur Rosson (1923)
- Our Alley, regia di Eugene De Rue (1923)
- The Fourth Musketeer, regia di William K. Howard (1923)
- Little Old New York, regia di Sidney Olcott (1923)
- Il minareto in fiamme (Law of the Lawless), regia di Victor Fleming (1923)
- La gitana  (The Spanish Dancer), regia di Herbert Brenon (1923)
- L'orfanella di New York (The Darling of New York), regia di King Baggot (1923)
- La strega di York (The Road to Yesterday), regia di Cecil B. DeMille (1925)
- Diavoli della strada ferrata (Whispering Smith), regia di George Melford (1926)
- The Skyrocket, regia di Marshall Neilan (1926)
- Il veliero trionfante (The Yankee Clipper), regia di Rupert Julian (1927)
- Il medico di campagna (The Country Doctor), regia di Rupert Julian (1927)
- A Harp in Hock, regia di Renaud Hoffman (1927)
- Let 'er Go, Gallegher, regia di Elmer Clifton (1928)
- Square Shoulders, regia di E. Mason Hopper (1929)
- Come rubai mia moglie (The Girl Said No), regia di Sam Wood (1930)
- Nemico pubblico (The Public Enemy), regia di William A. Wellman (1931)
- Penrod and Sam, regia di William Beaudine (1931)
- Hell's House, regia di Howard Higgin (1932)
- Off the Record, regia di James Flood (1939)
- I fucilieri delle Argonne (The Fighting 69th), regia di William Keighley (1940)
- Knute Rockne All American, regia di Lloyd Bacon e William K. Howard (1940)
- Yesterday's Heroes, regia di Herbert I. Leeds (1940)
- Adventures of Captain Marvel, serial cinematografico, regia di John English e William Witney (1941)
- Girl Trouble, regia di Harold D. Schuster (1942)

## Galleria d’immagini

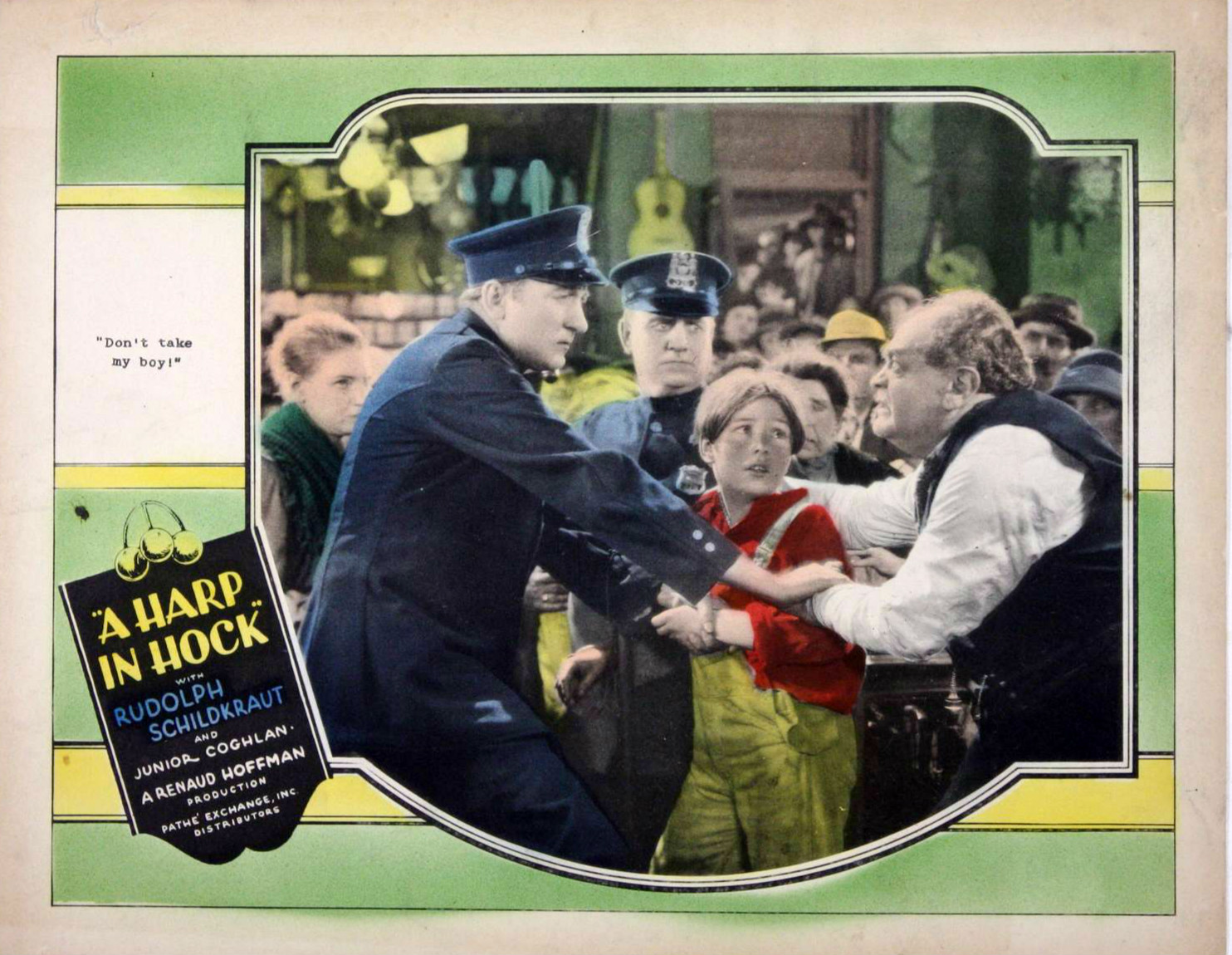
Harp in Hock (1927)
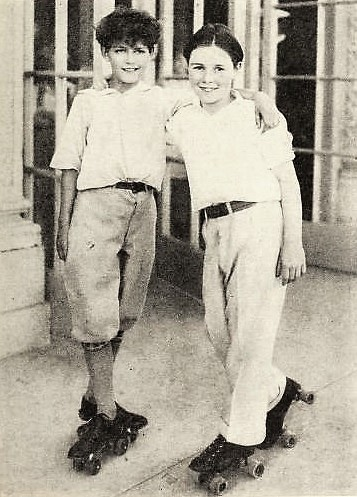
Philippe De Lacy e Junior Coghlan (1928)